# Räddningsenhet

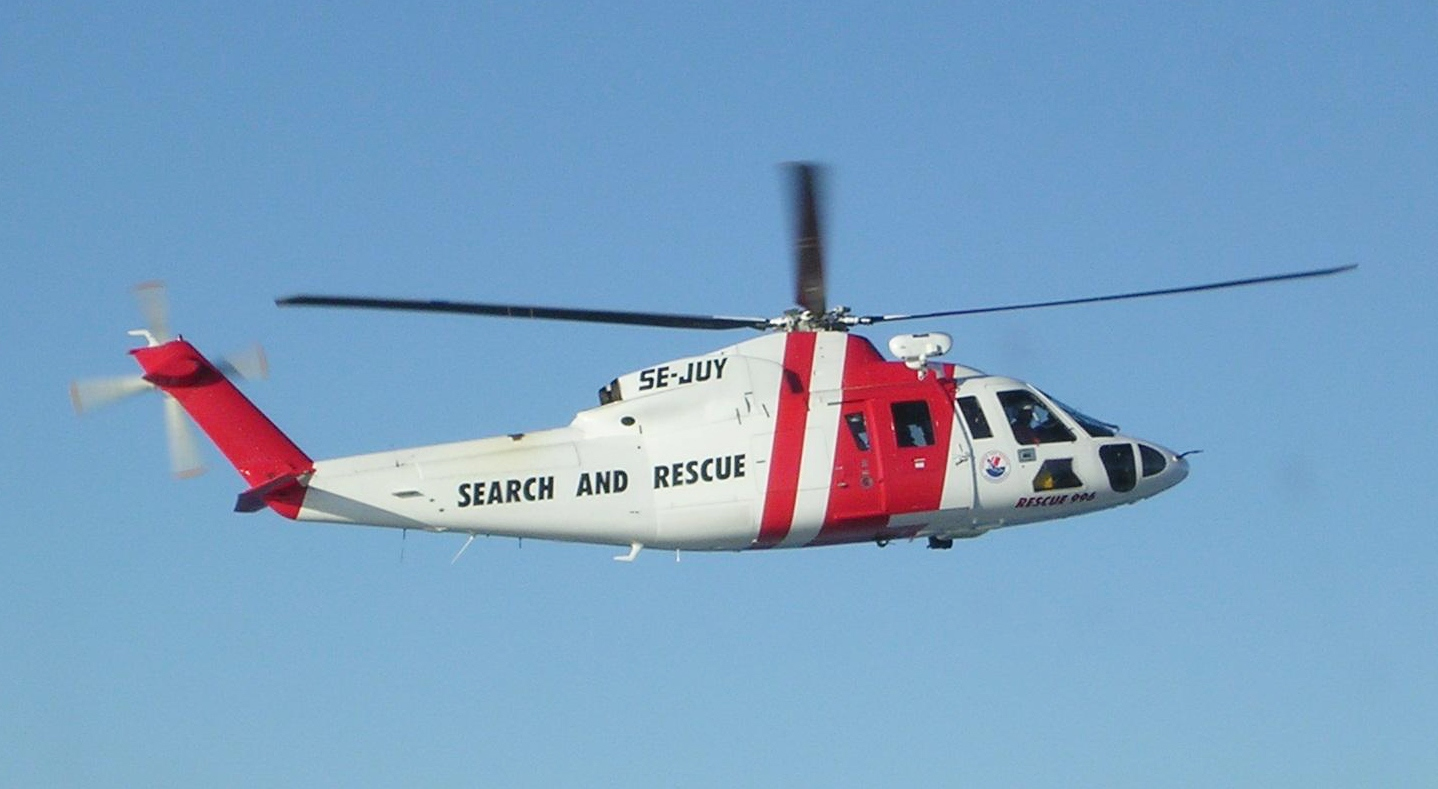
Räddningshelikopter från Sjöfartsverket.

En räddningsenhet (engelska Search and Rescue Unit) är inom området Search and Rescue (eftersökning och räddning) "en enhet bemannad med utbildad personal och utrustad med snabba och effektiva eftersöknings- och räddningsinsatser".

## Exempel på räddningsenheter
- Räddningsbåt
- MOB-båt
- SAR-helikopter